# La última
La última ( Our Only Chance) es una serie de televisión española original de Disney+ con temática musical protagonizada por Aitana Ocaña y Miguel Bernardeau. Aitana anunciaba el domingo 18 de septiembre, durante su concierto en el WiZink Center que formaba parte de la segunda parte de la gira 11 Razones Tour, que la serie sería lanzada en diciembre de 2022. Además, cantó de manera exclusiva la canción que da nombre a la serie «La última». El día 18 de octubre de 2022 Disney+ España anunció el lanzamiento de la serie que sería el 2 de diciembre de 2022 junto con un cartel promocional de la serie y un mini tráiler. La serie también está disponible en Latinoamérica a través de Star+ y se lanzó el mismo día.

## Sinopsis
Candela (Aitana) trabaja en una empresa mientras persigue su sueño de convertirse en cantante. Su vida cambia una noche cuando un ejecutivo de una discográfica multinacional la escucha cantar en un bar. Esa misma noche, Candela se reencuentra con Diego (Miguel Bernardeau), un antiguo compañero de su instituto que lucha por ser boxeador profesional.

## Reparto

### Principal
- Aitana como Candela
- Miguel Bernardeau como Diego Ulloa
- Luis Zahera como Madison

Con la colaboración especial de
- Jorge Perugorría (Episodio 1 - Episodio 2; Episodio 4 - Episodio 5)
- María Isabel Díaz Lago como Ceci (Episodio 1 - Episodio 2)

### Recurrente
- David Castillo como Álex Ulloa
- Jorge Motos como Christian
- Aitor Luna como Federico "Fede" Ariza
- Jelen García como Vero
- Sandra Cervera como Marta Andújar
- Michael John Trainor como Niko
- Óscar de la Fuente como Arturo
- Carla Domínguez como Inés
- Claudia Roset como Maika
- Esther Ortega como Pilar
- Rafa Álamos como Rober
- Carmela Martins como Diana
- Mathías Salgado Kegel como Jean Marc
- Agustín Argüello como El Ídolo

### Episódicos
- Jero García como Álvarez (Episodio 3)
- David Broncano como él mismo (Episodio 4)

## Episodios
| N.º | Título                   | Dirigido por    | Escrito por                                                 | Fecha de lanzamiento original |
| --- | ------------------------ | --------------- | ----------------------------------------------------------- | ----------------------------- |
| 1   | «Una canción al destino» | Eduard Cortés   | Anaïs Schaaff, Jordi Calafí y Joaquín Oristrell             | 2 de diciembre de 2022        |
| 2   | «Quiero»                 | Eduard Cortés   | Jordi Calafí y Joaquín Oristrell                            | 2 de diciembre de 2022        |
| 3   | «La última película»     | Abigail Schaaff | Anaïs Schaaff, Jordi Calafí, Joaquín Oristrell y Júlia Puig | 2 de diciembre de 2022        |
| 4   | «Corazones rotos»        | Eduard Cortés   | Anaïs Schaaff, Jordi Calafí y Joaquín Oristrell             | 2 de diciembre de 2022        |
| 5   | «Mi oasis»               | Abigail Schaaff | Anaïs Schaaff y Joaquín Oristrell                           | 2 de diciembre de 2022        |

## Producción
La serie fue anunciada en febrero de 2022, a la vez que el comienzo del rodaje, con los fichajes de Aitana Ocaña y Miguel Bernardeau, pareja en la vida real en aquel entonces, como principales protagonistas. Es una serie creada por Anaïs Schaaff, Jordi Calafí y Joaquín Oristrell y compuesta por 5 episodios dirigidos por Eduard Cortés y Abigail Schaaff. La serie, primera ficción original de Disney+ para España, pretende convertirse en el reflejo de una generación que debe madurar a pasos agigantados y luchar por abrirse camino en aquello que desean. La fecha de lanzamiento será en el mes de diciembre, así lo anunció la cantante y actriz española, Aitana, el 18 de septiembre durante uno de sus conciertos de la segunda parte de su segunda gira en Madrid. También cantó de forma exclusiva la canción que da nombre a la serie «La última». El día 18 de octubre de 2022 Disney+ España anunció el lanzamiento de la serie que será el 2 de diciembre de 2022 junto con un cartel promocional de la serie y un mini tráiler. La serie también estará disponible en Latinoamérica a través de Star+ y se lanzará el mismo día con todos los capítulos que contendrá la serie.

## Banda sonora
La última (Banda Sonora Original) es el álbum de la banda sonora de la serie del mismo nombre, lanzado el 2 de diciembre de 2022 por Hollywood Records. Todas las canciones fueron producidas por Mauricio Rengifo y Andrés Torres. Incluye ocho temas interpretados por Aitana y ocho temas acústicos. El tema principal "La última" fue lanzado como sencillo promocional el 11 de noviembre de 2022. El 13 de marzo de 2023, obtuvo la certificación de disco de oro en España.  

| La última (Banda Sonora Original) |                                 |                                                                |          |  |
| N.º                               | Título                          | Escritor(es)                                                   | Duración |  |
| 1.                                | «Quiero»                        | Aitana, Mauricio Rengifo, Andrés Torres                        | 2:30     |  |
| 2.                                | «El cine»                       | Aitana, Rengifo, Torres                                        | 2:33     |  |
| 3.                                | «Tu culpa»                      | Aitana, Rengifo, Torres                                        | 2:09     |  |
| 4.                                | «Oasis»                         | Aitana, Rengifo, Torres                                        | 2:56     |  |
| 5.                                | «Me levanté»                    | Aitana, Rengifo, Torres                                        | 2:18     |  |
| 6.                                | «Dormir»                        | Aitana, Rengifo, Torres                                        | 2:42     |  |
| 7.                                | «A la calle»                    | Aitana, Rengifo, Torres, Edgar Barrera                         | 2:28     |  |
| 8.                                | «La última»                     | Aitana, Rengifo, Torres, Kerli Koiv, Lindy Robbins, Tobias Gad | 3:36     |  |
| 9.                                | «Quiero» (Versión acústica)     | Aitana, Rengifo, Torres                                        | 2:57     |  |
| 10.                               | «El cine» (Versión acústica)    | Aitana, Rengifo, Torres                                        | 2:54     |  |
| 11.                               | «Tu culpa» (Versión acústica)   | Aitana, Rengifo, Torres                                        | 2:51     |  |
| 12.                               | «Oasis» (Versión acústica)      | Aitana, Rengifo, Torres                                        | 3:00     |  |
| 13.                               | «Me levanté» (Versión acústica) | Aitana, Rengifo, Torres                                        | 2:22     |  |
| 14.                               | «Dormir» (Versión acústica)     | Aitana, Rengifo, Torres                                        | 2:33     |  |
| 15.                               | «A la calle» (Versión acústica) | Aitana, Rengifo, Torres, Edgar Barrera                         | 2:37     |  |
| 16.                               | «La última» (Versión acústica)  | Aitana, Rengifo, Torres, Kerli Koiv, Lindy Robbins, Tobias Gad | 3:48     |  |
| Total: 44:21                      |                                 |                                                                |          |  |